# District de Ferizaj/Uroševac
Le district de Ferizaj/Uroševac (en albanais : Rajoni i Ferizajit ; en serbe cyrillique : Урошевачки округ ; en serbe latin : Uroševački okrug) est une subdivision administrative du Kosovo. Selon le recensement kosovar de 2011, il compte 185 695 habitants. Le centre administratif du district est la ville de Ferizaj/Uroševac.
Le district de Ferizaj/Uroševac, créé par la MINUK, n'est pas reconnu par la Serbie.

## Communes/Municipalités
| Nom                           | Superficie (en km2) | Population 1991 | Population 2011 |
| ----------------------------- | ------------------- | --------------- | --------------- |
| Ferizaj/Uroševac              | 345                 | 113 668         | 108 610         |
| Han i Elezit/Đeneral Janković | 82,9                | 7 029           | 9 403           |
| Kaçanik/Kačanik               | 211                 | 30 981          | 33 409          |
| Shtime/Štimlje                | 134                 | 23 506          | 27 324          |
| Štrpce/Shtërpcë               | 247,36              | 12 712          | 6 949           |
| Total                         | 1 020,26            | 187 896         | 185 695         |

## Démographie

### Évolution historique de la population
| 1948   | 1953   | 1961   | 1971    | 1981    | 1991    | 2011    |
| ------ | ------ | ------ | ------- | ------- | ------- | ------- |
| 66 321 | 73 950 | 84 926 | 110 009 | 147 084 | 187 896 | 185 695 |

|  |

### Répartition de la population par nationalités (2011)
En 2011, les Albanais représentaient 95,36 % de la population, les Ashkalis 2,36 % et les Serbes 1,74 %. La commune/municipalité de Štrpce/Shtërpcë abritait une importante minorité de Serbes (45,3 %).